# Милкрик (Јута)
Милкрик (енгл. Millcreek) насељено је место без административног статуса у америчкој савезној држави Јута.

## Демографија
По попису из 2010. године број становника је 62.139, што је 31.762 (104,6%) становника више него 2000. године.
| Група             | 2000.          | 2010.          |
| Белци             | 24.985 (82,2%) | 51.590 (83,0%) |
| Афроамериканци    | 476 (1,6%)     | 1.040 (1,7%)   |
| Азијати           | 944 (3,1%)     | 2.222 (3,6%)   |
| Хиспаноамериканци | 2.780 (9,2%)   | 5.226 (8,4%)   |
| Укупно            | 30.377         | 62.139         |